# Eutichio di Alessandria
Papa Eutichio, detto in arabo Sahid ben Batriq (al-Fustat, 10 settembre 877 – Alessandria d'Egitto, 12 maggio 940), è stato papa e patriarca greco-ortodosso di Alessandria e di tutta l'Africa tra il 933 e il 940.
Nato nell'877, divenne patriarca nel 933. Fu autore di opere di teologia e medicina, due discipline in cui era versato, essendo anche medico; la sua opera più importante fu la sua cronografia, ovvero gli annali che portano il suo nome e che registrano la Storia dalla creazione all'attualità. Durante il patriarcato dovette fare i conti con l'opposizione di parte dei fedeli, di fede miafisita. Il governatore dell'Egitto dell'epoca, Alfehseid, esigette dai cristiani tali somme di denaro e li vessò abbastanza da far riunire la comunità attorno al patriarca. Morì il 12 maggio 940.